# Nautanthus
Genre
Nautanthus est un genre de cnidaires anthozoaires de la famille des  Cerianthidae.

## Liste des espèces
Selon World Register of Marine Species (09 janvier 2023) :
- Nautanthus bathypelagicus Leloup, 1964

## Systématique
Le nom valide complet (avec auteur) de ce taxon est Nautanthus Leloup, 1964.